# سیارک ۳۹۶۶
سیارک ۳۹۶۶ (به انگلیسی: 3966 Cherednichenko، نامگذاری:1976SD3) سه هزار و نهصد و شصت و ششمین سیارک کشف شده‌است که در ۲۴ سپتامبر ۱۹۷۶ کشف شد.
قدر مطلق سیارک برابر ۱۱٫۹۰ است.